# Teen Wolf (4.ª temporada)
A quarta temporada de Teen Wolf, uma série americana de drama sobrenatural, desenvolvida por Jeff Davis baseada vagamente no filme de 1985 de mesmo nome, estreou em 23 de junho de 2014 e terminou em 8 de setembro de 2014. A temporada tem 12 episódios.

## Sinopse
Dois meses depois e ainda se recuperando de perdas trágicas, Scott, Stiles, Lydia e Kira retornam para um novo semestre de escola com mais preocupações humanas do que sobrenaturais, ao mesmo tempo, tentando ajudar sua nova amiga, Malia, a integrar-se de volta à sociedade. Mas surpreendentemente, a "ressurreição" de Kate Argent traz uma nova ameaça para Beacon Hills, juntamente com o surgimento de um outro inimigo misterioso conhecido simplesmente como Benefactor. Scott deve também carregar a responsabilidade de ter seu primeiro Beta.

## Elenco e personagens

### Elenco regular
| Intérprete     | Personagem                    | Episódios |
| -------------- | ----------------------------- | --------- |
| Tyler Posey    | Scott McCall                  | 12        |
| Dylan O'Brien  | Mieczyslaw "Stiles" Stilinski | 12        |
| Tyler Hoechlin | Derek Hale                    | 12        |
| Holland Roden  | Lydia Martin                  | 12        |
| Shelley Hennig | Malia Tate                    | 12        |
| Arden Cho      | Kira Yukimura                 | 11        |

### Elenco recorrente
| Intérprete        | Personagem                 | Episódios |
| ----------------- | -------------------------- | --------- |
| Linden Ashby      | Xerife Noah Stilinski      | 10        |
| Ian Bohen         | Peter Hale                 | 9         |
| Dylan Sprayberry  | Liam Dunbar                | 9         |
| Meagan Tandy      | Breaden                    | 9         |
| Ryan Kelley       | Jordan Parrish             | 9         |
| Orny Adams        | Bobby Finstock             | 8         |
| J. R. Bourne      | Christopher "Chris" Argent | 7         |
| Jill Wagner       | Kate Argent                | 7         |
| Melissa Ponzio    | Melissa McCall             | 6         |
| Cody Saintgnue    | Brett Talbot               | 5         |
| Khylin Rhambo     | Mason                      | 4         |
| Seth Gilliam      | Alan Deaton                | 4         |
| Tom T. Choi       | Ken Yukimura               | 4         |
| Maya Eshet        | Meredith Walker            | 4         |
| Mason Dye         | Garrett                    | 3         |
| Matthew Del Negro | Rafael McCall              | 3         |
| Samantha Logan    | Violet                     | 3         |
| Tamlyn Tomita     | Noshiko Yukimura           | 3         |
| Lily Mariye       | Satomi Ito                 | 3         |
| Susan Walters     | Natalie Martin             | 3         |
| Joseph Gatt       | o Mudo                     | 3         |
| Ivonne Coll       | Araya Calavera             | 3         |
| Ivo Nandi         | Severo Calavera            | 3         |
| Aaron Hendry      | Brunski                    | 2         |
| Rahnuma Panthaky  | Sr. Fleming                | 2         |
| Ian Nelson        | jovem Derek Hale           | 2         |
| Steven Brand      | Dr. Valack                 | 2         |
| John Posey como   | Dr. Fenris                 | 2         |

## Produção
A quarta temporada contou com 12 episódios e estreou nos Estados Unidos em 23 de junho de 2014 na MTV. As filmagens começaram em fevereiro de 2014. Os atores Crystal Reed e Daniel Sharman não participaram desta temporada, já a atriz Jill Wagner (novamente no papel de Kate Argent), voltou para esta temporada.
Novos personagens foram incluídos no elenco, a atriz Meagan Tandy como a mercenária Braeden (que só apareceu em dois episódios da 3ª temporada), o ator Dylan Sprayberry como Liam Dunbar, o ator Khylin Rambo como Mason (melhor amigo de Liam) e ainda o ator Mason Dye como Garrett. Além disso, o ator Dylan O'Brien e o próprio criador da série Jeff Davis confirmaram em uma entrevistas que as atrizes Shelley Hennig (no papel da were-coyote Malia Tate) e Arden Cho (no papel da kitsune-trovão Kira Yukimura) fariam parte do elenco regular nesta temporada.
Durante as gravações do primeiro episódio da 4ª temporada, foram utilizadas no início as fotografias aéreas da cidade de Acoma Pueblo, localizada no Novo México nos Estados Unidos; enquanto que para as cenas onde os personagens Lydia e Stiles caminham pelas ruas da pequena vila mexicana fictícia foram gravadas em uma estrutura feita no chamado de Blue Cloud Ranch, localizado em Santa Clarita na Califórnia. Enquanto que, as cenas da boate dos Calavera’s foram gravadas na casa-noturna de "Premiere Supper Club", que está localizada em Las Palmas Ave da cidade de Los Angeles na Califórnia.
Em 14 de julho de 2014 durante a exibição americana do quarto episódio da temporada, houve uma falha de áudio em uma das cenas. MTV postou a cena, com o áudio correto, em sua conta oficial no Facebook no dia seguinte.

## Episódios
| N.º na série | N.º na temp. | Título                                              | Dirigido por     | Escrito por             | Exibição original     | Audiência (milhões) |
| --- | ------------ | --------------------------------------------------- | ---------------- | ----------------------- | --------------------- | ------------------- |
| 49 | 1            | "The Dark Moon" "A Lua Negra"                       | Russell Mulcahy  | Jeff Davis              | 23 de junho de 2014   | 2.18                |
| Scott e seus amigos viajam para o México, procurando um clã de caçadores de lobisomens espanhol, conhecidos como os Calaveras, que raptaram Derek. A líder da família de caçadores Calaveras, chamada Araya Calavera, ajuda Scott a descobrir que Kate Argent, a tia "morta" de Allison, foi quem levou Derek. Com a ajuda de Braeden, uma mercenária, Scott e seus amigos vão em busca de Derek e Kate em uma cidade abandonada conhecida como La Iglesia, que dizem ser o lar de antigas criaturas sobrenaturais chamadas de Nagual (lobisomens-jaguar). Quando o jipe de Stiles quebra, Scott e Braeden continuam a busca sozinhos. Eles chegam em La Iglesia, um local abandonado em ruínas enterrado no sob da cidade, mas são atacados por criaturas misteriosas que vestem uma armadura óssea. Enquanto isso, uma segunda criatura ataca Malia e Kira no deserto. Ambos os grupos conseguem escapar de seus agressores, e Scott e Braeden encontrar uma versão adolescente de Derek enterrado na igreja. |              |                                                     |                  |                         |                       |                     |
| 50 | 2            | "117"                                               | Christian Taylor | Eoghan O'Donnell        | 30 de junho de 2014   | 1.55                |
| Em um flashback, vemos o adolescente Peter ensinando o adolescente Derek a se controlar durante a lua cheia, usando um artefato conhecido como o tríscele. Nos dias atuais, Kate brutalmente mata um atendente de posto de gasolina, e parece ser incapaz de se controlar durante a lua cheia. Scott e seus amigos voltam do México e levam o adolescente Derek para o consultório de Deaton, que fica perplexo com o que aconteceu com Derek. Um confuso Derek ataca Deaton, e acaba fugindo, mas depois encontrado por Scott e Stiles. Quando Kate rapta Derek da casa de Scott, Scott pede a ajuda de Peter na esperança de pôr fim ao plano de Kate. Peter identifica as criaturas que atacaram Scott no México como Berserkers, que estão trabalhando para Kate. Kate e Derek acessam o cofre secreto da família Hale, e é revelado que Kate quer usar o Tríscele, a fim de aprender a se controlar durante a lua cheia. Scott, Malia e Kira lutam contra os Berserkers, mas são facilmente derrotados. Peter confronta Derek e Kate no cofre. Derek deixa Kate para ajudar Scott, enquanto Peter explica para Kate que o Tríscele é simplesmente um pedaço de madeira qualquer. Derek luta com os Berserkers, defendendo Scott, Malia e Kira, e durante a luta, ele começa a reverter sua transformação e volta a ser um adulto. |              |                                                     |                  |                         |                       |                     |
| 51 | 3            | "Muted" "O Mudo"                                    | Tim Andrew       | Alyssa Clark            | 7 de julho de 2014    | 1.55                |
| Um novo jogador coloca a posição de Scott como capitão do time de lacrosse em risco. Scott e Stiles vão parar no hospital após um aluno sofrer uma lesão durante o treino de lacrosse, e Stiles conforta Scott, falando que ele não tem culpa do que aconteceu. Enquanto isso, o xerife Stilinski investiga um assassinato brutal. Sem escolhas, Scott cria o seu primeiro beta. |              |                                                     |                  |                         |                       |                     |
| 52 | 4            | "The Benefactor" "O Benfeitor"                      | Russell Mulcahy  | Jeff Davis & Ian Stokes | 14 de julho de 2014   | 1.72                |
| Na noite da lua cheia, convidados inesperados chegam na casa de Lydia no lago, o que cria uma festa. Stiles ajuda e conversa com Malia, e ela consegue obter controle. Scott e Kira tentam ajudar Liam. Enquanto isso, Derek persegue um assassino. |              |                                                     |                  |                         |                       |                     |
| 53 | 5            | "I.E.D." "T.E.I."                                   | Jennifer Lynch   | Angela L. Harvey        | 21 de julho de 2014   | 1.61                |
| Scott, Stiles e Kira participam do primeiro jogo de lacrosse no colégio. Enquanto isso, Lydia procura ajuda para controlar os seus poderes de banshee. |              |                                                     |                  |                         |                       |                     |
| 54 | 6            | "Orphaned" "Os Órfãos"                              | Russell Mulcahy  | Jeff Davis              | 28 de julho de 2014   | 1.56                |
| Um perigoso inimigo força Scott a ajudá-lo. Enquanto isso, Derek e Malia procuram um aliado conhecido. |              |                                                     |                  |                         |                       |                     |
| 55 | 7            | "Weaponized" "Uma Arma Letal"                       | Tim Andrew       | Alyssa Clark            | 4 de agosto de 2014   | 1.75                |
| Um misterioso surto toma conta da escola inteira durante uma prova importante para Scott, Stiles, Malia e Kira, e acaba afetando principalmente os alunos sobrenaturais e um novo mercenário aparece, colocando em perigo Scott e o seu bando. Stiles é informado que o "antídoto" que pode salvar Scott, Kira e Malia do envenenamento está dentro do cofre da família Hale, onde Scott, Kira e Malia estão. |              |                                                     |                  |                         |                       |                     |
| 56 | 8            | "Time of Death" "Hora da Morte"                     | Jann Turner      | Angela L. Harvey        | 11 de agosto de 2014  | 1.68                |
| Scott arquiteta um perigoso plano para atrair o Benfeitor. Enquanto isso, Malia confronta seu passado. |              |                                                     |                  |                         |                       |                     |
| 57 | 9            | "Perishable" "Perecível"                            | Jennifer Lynch   | Eric Wallace            | 18 de agosto de 2014  | 1.48                |
| Um assassino foca sua atenção em Scott e Liam durante a fogueira anual do time de Lacrosse. Enquanto isso, Lydia descobre um segredo de família. |              |                                                     |                  |                         |                       |                     |
| 58 | 10           | "Monstrous" "Monstruoso"                            | J.D. Taylor      | Jeff Davis & Ian Stokes | 25 de agosto de 2014  | 1.44                |
| Depois da fogueira anual do time de lacrosse, Kira usa a sua katana e consegue salvar Brett e sua irmã Lori de mercenários. Scott e Kira lutam ao lado de Chris Argent para proteger o bando de Satomi dos assassinos. Enquanto isso, Malia e Stiles descobrem a origem da lista que deu início os problemas. |              |                                                     |                  |                         |                       |                     |
| 59 | 11           | "A Promise to the Dead" "Uma Promessa para o Morto" | Tim Andrew       | Jeff Davis & Ian Stokes | 1 de setembro de 2014 | 1.29                |
| Stiles e Liam se preocupam com o sumiço de Scott e Kira. Durante um jogo de lacrosse Liam é ajudado por Brett que lhe motiva a jogar, depois do jogo, Brett afirma que Liam tem força de caráter e sorte por ter Scott como amigo e alfa. Parrish ajuda Chris Argent. Scott e o seu bando iniciam uma perigosa batalha contra um velho inimigo. Lydia e Deaton percebem onde Scott e Kira estão. |              |                                                     |                  |                         |                       |                     |
| 60 | 12           | "Smoke and Mirrors" "Espelho Fumegante"             | Russell Mulcahy  | Jeff Davis              | 8 de setembro de 2014 | 1.54                |
| Com Scott e Kira raptados por Kate e levados para o México, agora Stiles, Malia, Liam, Derek e Brendan precisam retornar a La Iglesia; enquanto que Lydia e Mason são mantidos presos na escola por um Berserker. |              |                                                     |                  |                         |                       |                     |